# Ibn Hadzsar al-Aszkaláni
Ibn Hadzsar al-Aszkaláni (arab betűkkel ابن حجر العسقلاني, tudományos átiratban Ibn Ḥaǧar al-ʿAsqalānī), eredeti nevén Siháb ad-Dín Abu l-Fadl Ahmad ibn Ali (arab betűkkel شهاب الدين أبو الفضل أحمد بن علي, tudományos átiratban Šihāb ad-Dīn Abū l-Faḍl Aḥmad ibn ʿAlī; Kairó, 1372. február 28. – Kairó, 1449. február 22.) középkori arab hadísztudós, mufti, kádi, prédikátor és történetíró volt.

## Élete

### Ifjúsága, tanulmányai
Családja a hagyomány szerint 1191-ben, Askelón Szaladin általi lerombolásakor települt Egyiptomba. Röviddel születése után meghalt az anyja, a gazdag kereskedőcsaládból származó Tuddzsár, és 1375-ben apja, Núr ad-Dín Ali is elhunyt. Mindketten a Mamlúk Birodalom meghatározó kereskedőtársaságához, a Kárimikhoz kötődtek; édesapja ennek egyik tagját, Zaki ad-Dín Abu Bakrot jelölte ki gyámjául. Az általa és három évvel idősebb nővére által örökölt jelentős vagyonnak köszönhetően árva létére jómódban nőtt fel. A kor viszonyaihoz képest viszonylag későn, ötéves korában kezdett el tanulni, és kilencéves korára már betéve tudta a Koránt. 1382/1383 során gyámja magával vitte a mekkai zarándoklatra, majd két évet Mekkában töltött vele. Hazatérésük után nem sokkal, 1385-ben gyámja meghalt. Ibn Hadzsar ettől kezdve a tudománynak szentelte az életét. 1393/1394 folyamán határozta el, hogy Mohamed próféta hagyományainak tanulmányozására szenteli az életét.
1395 végétől néhány hónapon át Alexandriában tanult, 1397 nyarán pedig a Hidzsázba utazott és Jement is meglátogatta; csak 1398-ban tért haza. A következő évben Palesztinában és Szíriában tett tanulmányutat, ahonnan 1400-ban tért vissza. 1403-ban ismét meglátogatta Jement. Utolsó tanulmányútját, amely egyben előadói körút is volt, Szíriában tette 1432–1433 során, immár főbíróként, al-Asraf Barszbáj szultán oldalán.

### Pályafutása
1406-ban a Sajhúnijja, 1408-ban a Dzsamálijja, 1409-ben pedig a Mankútimurijja madrasza hadísztanára lett, majd 1410-től 1445-ig – egy kétéves kihagyással 1413–1415 között – ő igazgatta a Bajbarszijja iskolát. 1445-től a Kámilijja nevű hadísziskolában tanított, de minden erejével azon volt, hogy visszatérjen a Bajbarszijjába. 1448 júniusában ismét tanári kinevezést kapott az intézménybe, de 1449 januárjában halálosan megbetegedett, és végleg feladta a tanítást. A hadísz mellett időnként a jogtudomány (fikh) és a Korán-magyarázat (tafszír) tárgykörében is tartott előadásokat.
A tanítás mellett más területeken is fényes karriert futott be: 1408/1409-től haláláig az Igazság Házában volt jogi szakértő (mufti), az Azhar és az Amr-mecsetben pedig imámhelyettes és prédikátor. 1423 decemberétől 1448 augusztusáig számos rövidebb megszakítással összesen közel huszonegy éven át volt a Mamlúk Birodalom főkádija.

### Családja
Egyik mestere közvetítésével 1396 májusában feleségül vette a hadsereg főszemlélőjének lányát, Unszot. Ekkor otthagyta a szülői házat és átköltözött feleségéhez, aki a későbbiekben öt leányt szült neki, de ő mindegyiküket túlélte. Később más nőket is feleségül vett, de egyetlen élő fiúgyermeke, a tudósként apja örökébe lépni nem tudó Badr ad-Dín Muhammad egy ágyasától született. Unsz 1462-ben, jóval a férje halálát követően hunyt el.

## Munkássága
Ibn Hadzsar al-Aszkaláni számos munkát hagyott az utókorra. Ezek jószerével mind korábbi kompilációkból kimásolt gyűjtemények, amelyek értékét elsősorban precizitásuk és anyaggazdagságuk adja. Első fontos hadísztudományi műve al-Buhári hatalmas hagyománygyűjteménye, a Szahíh hagyományláncainak (isznádok) vizsgálatáról szólt „A kötés magyarázata” (Taalík at-taalík) címen. Legfőbb munkája e téren a Szahíh nagyszabású kommentárja, amely „A Teremtő segítsége al-Buhári magyarázatában” (Fath al-Bári fi sarh al-Buhári) címet viseli. Ennek bevezetőjét már 1410/1411-ben elkészítette, de anyagát az 1414–1438 között elmondott előadások képezik. A végső formájában tizennégy kötetet kitevő könyv már teljes elkészülte előtt felkeltette a muszlim világ érdeklődését, és a tuniszi hafszida, valamint a heráti timurida uralkodó is kérte a kairói uralkodót, hogy biztosítsa számára a már megjelent részeket.
Segédtudományi anyagként életrajzgyűjteményeket is készített: „A célhoz érés – a társak megkülönböztetéséről” (al-Iszába fi tamjíz asz-szahába) Mohamed próféta társairól szóló értesüléseket gyűjti össze, míg „A javítás javítása” (Tahdzíb at-tahdzíb) és „A mérleg nyelve” (Liszán al-mízán) a hagyománytudósok kompendiuma. Emellett életrajzi gyűjteményeket írt Egyiptom főbíróiról, valamint a muszlim időszámítás szerinti 8. században elhunyt összes hírességről. Ennek egy annalisztikus (évek szerint rendezett) változatát is megírta, illetve egészen 832/1428-1429-ig bővítette. Végül egy kifejezetten történelmi tárgyú művét is megemlíthetjük: az Inbá al-gumr 1372-től, a szerző születésének évétől dolgozza fel a történelmet 1446-ig, folytatva az 1373-ban elhunyt Ibn Kaszír munkásságát.